# Drama (album)
Pour les articles homonymes, voir Drama.
Albums de Yes
Tormato
(1978) Yesshows
(1980)
Singles
1. Into the Lens
Sortie : 1980

Drama est le dixième album studio du groupe britannique Yes, sorti le 22 août 1980. Le départ de Jon Anderson et Rick Wakeman et l'arrivée des Buggles Trevor Horn et Geoff Downes provoque un changement radical dans le son du groupe. Trente huit ans plus tard, on retrouvera la même équipe pour le vingtième album studio de Yes, Fly from Here.
L'album s'est classé 2e au UK Albums Chart et 18e au Billboard 200.

## Analyse des titres
L'album s'ouvre avec le titre Machine Messiah d'une durée de dix minutes qui, selon Horn, est écrit en une journée. Il présente des riffs de guitare de Steve Howe que le journaliste et critique Chris Welch a qualifié de « heavy metal inattendu ». Le batteur Alan White appellera la chanson son « bébé », puisqu'il travaille et développe une grande partie de sa structure et de son rythme. Chris Squire trouve alors certains de ses passages difficiles à jouer sur la basse et pense que c'est plus adapté aux claviers, mais Alan White l'encourage à maîtriser ses parties. Lorsqu'il compose ses parties de clavier pour la chanson, Geoff Downes y inclut un segment d'arpèges tiré de la Toccata, cinquième mouvement de la Symphonie pour orgue nº 5 de Charles-Marie Widor, une pièce qu'il connait depuis sa jeunesse.
White Car, enregistré en un après-midi, vient aussi de Downes qui a écrit la musique, inspiré par le fait que Horn conduit sa voiture à l’époque, une Corvette Stingray blanche qui lui a été donnée par sa maison de disques. Horn commence à écrire les paroles basées sur la figure pop Gary Numan qui joue avec son visage peint en blanc : il y fait référence dans le texte « Bouge comme un fantôme sur la ligne d'horizon ». Downes y joue sur un synthétiseur Fairlight CMI pour tester ses capacités d'échantillonnage : « J'ai essayé de simuler un orchestre en utilisant ces échantillons, mais c'était très tôt en matière d'échantillonnage numérique. La bande passante était très étroite, mais c'est tout. Nous avons ensuite ajouté le vocodeur et le chant de Trevor au mixing ». 
Does it really happen? est issu des séances de Paris en 1979 avec Jon Anderson et Rick Wakeman, White présentant son motif de batterie. Une version avec Anderson chantant un ensemble différent de paroles a été enregistrée, mais elle a été mise de côté jusqu'à ce qu'elle soit développée lorsque Horn et Downes se joignent au groupe. Horn et Squire écrivent alors de nouvelles paroles.
Into the Lens a été initialement réalisé par Horn et Downes avant de rejoindre le groupe, mais Squire aime cette chanson et souhaite la retravailler pour Yes. La chanson comporte des passages de Geoff Downes utilisant un vocodeur, soulignant davantage le nouveau son du groupe. Une version enregistrée uniquement par Horn et Downes sera par la suite publiée sur le deuxième album des Buggles, Adventures in Modern Recording (1981), et intitulée « I Am a Camera ».
Run Through the Light présente Howe jouant sa guitare Les Paul, « en arrière-plan très mélancolique », Squire jouant du piano et Horn jouant de la basse fretless, ce qu'il ne souhaite pas particulièrement mais Squire le convainc de le faire : « Je ne savais pas trop quoi jouer là-dessus ... un jour nous avons passé douze heures à jouer et à travailler la partie finale de la basse ». Une version différente de la chanson est enregistrée avec Anderson et Wakeman et est disponible sur l'édition remastérisée de l'album Drama sortie en 2004, la chanson s'intitule alors Dancing Through the Light. 
Tempus Fugit est une autre chanson esquissée par le trio Squire, Howe et White à la fin de 1979. Son titre est une expression latine qui se traduit par « le temps passe ». Selon Howe, son titre est dérivé de la mauvaise habitude de Squire d'arriver en retard à ses rendez-vous.
Yes travaille aussi sur d'autres titres pendant les sessions d'enregistrement, lesquels resteront incomplets. Cela comprend We Can Fly from Here et Have We Really Got to Go Through This, qui cependant sont joués sur la tournée de 1980 et par la suite publiés sur l'album de compilation en concert The Word is Live (2005). We Can Fly from Here sera intégré à une suite de 20 minutes sur l'album de studio de Yes, Fly from Here (2011). Une troisième chanson, Crossfire, sera ensuite incluse sur l'album compilation In a Word: Yes (1969-).

## Réédition et titres bonus
Toutes les chansons de l'album sont créditées à Trevor Horn, Steve Howe, Chris Squire, Geoff Downes et Alan White. Sur la version rééditée de 2004, la formation du groupe inclut Jon Anderson et Rick Wakeman sur les pièces 13 à 16. Sur les pièces 9 et 10, seuls Steve Howe, Chris Squire et Alan White sont présents puisque ces pièces instrumentales ont été enregistrées avant l'arrivée de Trevor Horn et Geoff Downes. On retrouve toutefois une version chantée de Have we really got to go through this par Trevor Horn sur l'album, The Word Is Live de Yes paru en 2005 sur Rhino Records. Pour les pièces 11 et 12, il s'agit de démos des chansons que l'on retrouve sur l'album original. 
| 1. | Machine Messiah        | 10:27 |
| 2. | White Car              | 1:21  |
| 3. | Does It Really Happen? | 6:34  |

| 1. | Into the Lens         | 8:33 |
| 2. | Run Through the Light | 4:43 |
| 3. | Tempus Fugit          | 5:15 |

| 7.  | Into the Lens (I Am a Camera) (Single Version) | Downes, Horn, Howe, Squire, White           | 3:47 |
| 8.  | Run Through the Light (Single Version)         | Anderson, Downes, Horn, Howe, Squire, White | 4:31 |
| 9.  | Have We Really Got to Go Through This          | Howe                                        | 3:43 |
| 10. | Song No. 4 (Satellite)                         | Howe, Squire, White                         | 7:31 |
| 11. | Tempus Fugit (Tracking Session)                | Downes, Horn, Howe, Squire, White           | 5:39 |
| 12. | White Car (Tracking Session)                   | Downes, Horn                                | 1:11 |
| 13. | Dancing Through the Light                      | Anderson, Howe, Squire, Rick Wakeman, White | 3:16 |
| 14. | Golden Age                                     | Anderson, Howe, Squire, Wakeman, White      | 5:57 |
| 15. | In the Tower                                   | Anderson, Howe, Squire, Wakeman, White      | 2:54 |
| 16. | Friend of a Friend                             | Anderson, Howe, Squire, Wakeman, White      | 3:38 |

## Musiciens
D'après le livret accompagnant l'album :

### Pistes 1 à 8, 11 et 12
- Trevor Horn : chant, chœurs, basse fretless sur Run Through the Light
- Steve Howe : guitare Gibson Les Paul sur Machine Messiah et Run through the light, Gibson Les Paul Gold Top sur Does It Really Happen?, Fender Console Pedal steel guitar et guitare Fender Telecaster sur Into the Lens, mandoline Martin sur Run Through the Light, Fender Stratocaster sur Tempus Fugit , chœurs
- Chris Squire : basse, chœurs, piano sur Run Through the Light
- Geoff Downes : claviers, vocodeur sur Into the Lens
- Alan White : batterie, percussions, chœurs

### Pistes 9 et 10
- Steve Howe : guitare
- Chris Squire : basse
- Alan White : batterie

### Pistes 13 à 16
- Jon Anderson : chant
- Steve Howe : guitares, chœurs
- Chris Squire : basse, chœurs
- Rick Wakeman : claviers
- Alan White : batterie